# Chaconia butleri
Chaconia butleri är en svampart som först beskrevs av Syd. & P. Syd., och fick sitt nu gällande namn av Mains 1938. Chaconia butleri ingår i släktet Chaconia och familjen Chaconiaceae.   Inga underarter finns listade i Catalogue of Life.